# Scott Coffey
Scott Coffey (Thomas Scott Coffey; 1 de mayo de 1964 en Honolulu) es un actor y cineasta estadounidense. Sus créditos cinematográficos incluyen películas como Shag, Some Kind of Wonderful, Dream Lover y Mulholland Drive. Además, dirigió Ellie Parker en 2005 y Adult World en 2013.

## Filmografía

### Cine
| Año  | Título                             | Papel                | Notas                         |
| ---- | ---------------------------------- | -------------------- | ----------------------------- |
| 1984 | Il peccato di Lola                 | Albert               |                               |
| 1986 | SpaceCamp                          | Jardinero            |                               |
| 1986 | Ferris Bueller's Day Off           | Adams                |                               |
| 1987 | Some Kind of Wonderful             | Ray                  |                               |
| 1987 | Zombie High                        | Felner               |                               |
| 1988 | Satisfaction                       | Nickie               |                               |
| 1989 | Shag                               | Chip Guillyard       |                               |
| 1989 | The Big Picture                    |                      |                               |
| 1990 | Wild at Heart                      | Billy                | Escenas eliminadas            |
| 1991 | Shout                              | Bradley              |                               |
| 1993 | Cigarettes & Coffee                |                      |                               |
| 1993 | The Temp                           | Lance                |                               |
| 1993 | Wayne's World 2                    | Roquero              |                               |
| 1994 | Dream Lover                        | Billy                |                               |
| 1995 | Breaking Free                      | Blitz                |                               |
| 1995 | Tank Girl                          | Donner               |                               |
| 1996 | Rolling Thunder                    | Lewis                |                               |
| 1997 | Lost Highway                       | Teddy                |                               |
| 1997 | The Disappearance of Kevin Johnson |                      |                               |
| 2001 | Never Date an Actress              |                      |                               |
| 2001 | Mulholland Drive                   | Wilkins              |                               |
| 2002 | Rabbits                            | Jack                 |                               |
| 2005 | Ellie Parker                       | Chris                | Escritor, director, productor |
| 2006 | Inland Empire                      | Jack Rabbit          | Voz                           |
| 2007 | Normal Adolescent Behavior         | Maestro de filosofía |                               |
| 2007 | All God's Children Can Dance       |                      | Escritor                      |
| 2012 | Adult World                        |                      | Director                      |

### Televisión
| Año  | Título               | Papel                     | Notas       |
| ---- | -------------------- | ------------------------- | ----------- |
| 1985 | Christopher Columbus | Vallejo                   | Miniserie   |
| 1986 | Hotel                | Martin                    | 1 episodio  |
| 1986 | Highway to Heaven    | Tim Brent                 | 1 episodio  |
| 1986 | Amazing Stories      | Peter Brand               | 1 episodio  |
| 1987 | MacGyver             | Michael Thornton          | 1 episodio  |
| 1987 | The Twilight Zone    | Keith Barnes              | 1 episodio  |
| 1988 | Paradise             | Dick Bradley              | 1 episodio  |
| 1990 | Montana              | Willie                    | Telefilme   |
| 1990 | The Outsiders        | Randy Anderson            | 2 episodios |
| 1993 | seaQuest DSV         | Bobby                     | 1 episodio  |
| 1995 | JAG                  | Corporal David Parr       | 1 episodio  |
| 1996 | Nowhere Man          | Gary Greer, recruit No. 5 | 1 episodio  |
| 1998 | Route 9              | Nate                      | Telefilme   |
| 2017 | Twin Peaks           | Trick                     | 1 episodio  |

## Vida personal
Coffey es gay.